# BMW Heck
 (août 2025).
Si vous disposez d'ouvrages ou d'articles de référence ou si vous connaissez des sites web de qualité traitant du thème abordé ici, merci de compléter l'article en donnant les références utiles à sa vérifiabilité et en les liant à la section « Notes et références ».
Chronologie des modèles (1952 - 1953)
Aucun Aucun
La BMW Heck est une monoplace de Formule 1 développée artisanalement par Ernst Klodwig à partir d'un châssis BMW modifié par ses soins pour recevoir un moteur BMW à six cylindres en ligne. 

## Historique
Durant le championnat du monde de Formule 1 1952, Ernst Klodwig engage à titre privé son châssis spécial au Grand Prix d'Allemagne. Qualifié vingt-neuvième en dernière ligne, il termine douzième et dernier de la course à quatre tours du vainqueur Alberto Ascari.
En championnat du monde de Formule 1 1953, Klodwig engage à nouveau à titre privé son châssis spécial au Grand Prix d'Allemagne. Qualifié trente-deuxième en avant-dernière ligne, il termine quinzième et avant-dernier de la course à trois tours du vainqueur Giuseppe Farina.